# إكاون
إگاون تطلق هذه التسمية على طبقة المغنين والعازفين في  موريتانيا ، وهم عبارة  أسر  معروفة تتوارث  هذه المهنة منذ قرون وهم من أنشأ الموسيقى الشعبية الموريتانية وطورها إلى شكلها الحالي .